# Иквок (аэропорт)
Аэропорт Иквок (англ. Ekwok Airport), (ИАТА: KEK, FAA LID: KEK) — государственный гражданский аэропорт, расположенный в городе Иквок (Аляска), США. Регулярные коммерческие рейсы в аэропорт выполняет авиакомпания Peninsula Airways (PenAir).

## Операционная деятельность
По данным статистики Федерального управления гражданской авиации США услугами аэропорта в 2008 году воспользовалось 267 человек, что на 6 % (285 человек) меньше по сравнению с предыдущим годом.
Аэропорт Иквок занимает площадь в 48 гектар, расположен на высоте 41 метр над уровнем моря и эксплуатирует одну взлётно-посадочную полосу:
- 2/20 размерами 1006 x 23 метров с гравийным покрытием.

За период с 31 декабря 2006 года по 31 декабря 2007 года Аэропорт Иквок обработал 2 200 операций взлётов и посадок самолётов (в среднем 183 операции ежемесячно), из них 68 % составили рейсы аэротакси и 32 % — авиация общего назначения.